# دهشت‌مرغان
دهشت‌مرغان یا هراس‌مرغان (نام علمی: Phorusrhacidae) نام یک تیره از راسته کاکل‌پیشانی‌سانان است که بین ۶۲ تا ۱٫۸ میلیون سال پیش در قاره آمریکا می‌زیستند.

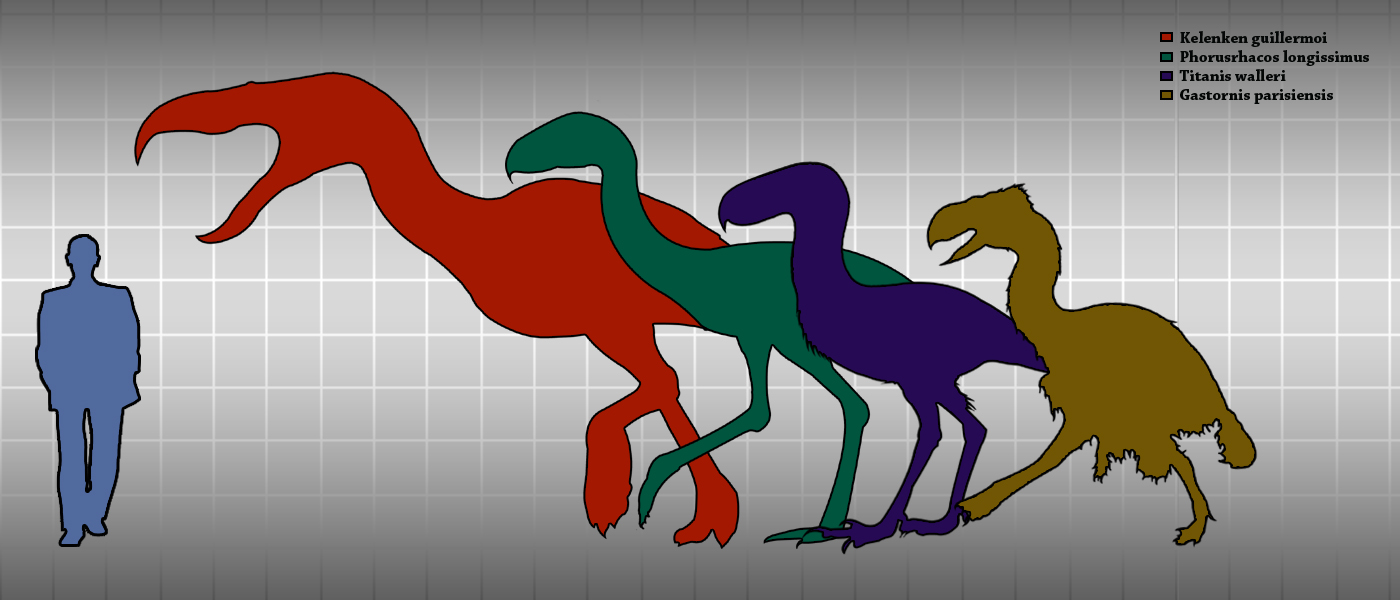
مقایسه اندازه بزرگ‌ترین گونه‌های دهشت‌مرغان با یکدیگر و انسان

دهشت‌مرغان پرندگانی گوشت‌خوار و بزرگ بودند که بین ۱ تا ۳ متر طول داشتند. این پرندگان دارای جمجمه و منقاری بزرگ بودند که از آن برای تکه‌تکه کردن شکار خود استفاده می‌کردند. این پرندگان با قامت بلند و دوپای خود، سر بزرگ و بال‌های کوچک یادآور دایناسورهای گوشت‌خواری چون بیدادگرخزندگان بودند که پیش از رویداد انقراض کرتاسه-پالئوژن زندگی می‌کردند.
دهشت‌مرغان تا حدود ۳ میلیون سال پیش شکارچیان راس هرم غذایی در آمریکای جنوبی بودند و پس از واقعه تبادل بزرگ آمریکا توانستند به آمریکای شمالی راه یابند. اما همین موضوع زمینه انقراض آن‌ها را نیز فراهم آورد. با ورود گوشت‌خوارسانان از آمریکای شمالی به آمریکای جنوبی آن‌ها به رقابت با این پرندگان پرداختند و زمینه انقراضشان را فراهم آوردند. دهشت مرغان سرانجام حدود ۱٫۸ میلیون سال پیش از میان رفتند.